# Sabine Spitz
Sabine Spitz (Herrischried, 27 december 1971) is een Duitse mountainbikester.

## Carrière
Spitz werd in 2008 olympisch kampioen cross-countrymountainbiken en won in die discipline de bronzen medaille in 2004 en een zilveren in 2012. In 2003 veroverde Spitz de wereldtitel cross country en in 2009 de wereldtitel op de mountainbike marathon.

## Erelijst

### Mountainbike
1997
- 22e Wereldbeker mountainbike cross country

2000
- 9e in Olympische Spelen cross country

2001
- Duits kampioen cross country
- Europees kampioenschap cross country
- Wereldkampioenschap cross country

2002
- Duits kampioen cross country
- Europees kampioenschap cross country
- Wereldkampioenschap cross country

2003
- Wereldkampioenschap cross country
- Duits kampioen cross country

2004
- Olympische Spelen cross country
- Duits kampioen cross country
- Europees kampioenschap cross country

2005'
- Duits kampioen cross country
- Duits kampioen marathon

2006
- Duits kampioen cross country
- Duits kampioen marathon
- Europees Kampioenschap cross country

2007
- Europees kampioenschap cross country
- Europees kampioenschap marathon
- Wereldkampioenschap cross country
- Wereldkampioenschap marathon

2008
- Olympische Spelen cross country
- Duits kampioen cross country
- Wereldkampioenschap cross country
- Wereldkampioenschap marathon
- Europees kampioenschap cross country

2009
- Wereldkampioenschap marathon
- Duits kampioen cross country
- Europees kampioenschap cross country

2010
- Duits kampioen cross country
- Duits kampioen marathon
- Wereldkampioenschap marathon

2011
- Duits kampioen cross country
- Wereldkampioenschap marathon

2012
- Duits kampioen cross country
- Olympische Spelen cross country
- Wekampioenschap team relay

2013
- Europees kampioenschap marathon
- Duits kampioen

2014
- Duits kampioen
- Europees kampioenschap marathon

### Veldrijden
2004-2005
- 1e in Dagmersellen
- 3e in Loenhout
- 1e in Heerlen
- Wereldkampioenschap

2006-2007
- 1e in Wetzikon
- 3e in Dagmersellen

2007-2008
- 2e in Dagmersellen

2008-2009
- 2e in Dagmersellen

2009-2010
- 2e in Uster

2010-2011
- 2e in Dielsdorf
- 3e in Wetzikon
- 1e in Dagmersellen
- 1e in Beromünster
- Duits Kampioenschap

1996: Paola Pezzo ·
2000: Paola Pezzo ·
2004: Gunn-Rita Dahle ·
2008: Sabine Spitz ·
2012: Julie Bresset ·
2016: Jenny Rissveds ·
2020: Jolanda Neff ·
2024: Pauline Ferrand-Prévot
- Gemeinsame Normdatei: 139236384
- Virtual International Authority File: 100527523
- WorldCat: E39PBJppxkMkTQChWkDyyJMF8C